# Alberto Fujimori
Alberto Kenya Fujimori Inomoto (ur. 28 lipca 1938 w Limie, zm. 11 września 2024 tamże) – peruwiański polityk pochodzący z rodziny japońskich imigrantów, prezydent Peru w latach 1990–2000.

## Życiorys
Wygrał wybory prezydenckie w 1990 roku, startując z ramienia populistycznego ugrupowania Cambio 90, pod hasłem Głosuj na Chińczyka! (większość Peruwiańczyków tak go nazywała, chociaż był pochodzenia japońskiego), pokonując w drugiej turze znanego pisarza Maria Vargasa Llosę. Pełniąc obowiązki prezydenta, wdrożył radykalny program oszczędnościowy (tzw. Fujishock), który spowodował rozrost korupcji. Odszedł od metod demokratycznych, rozwiązując parlament kraju i doprowadzając do nowych wyborów, których wynikiem była nowa konstytucja, umożliwiająca mu reelekcję. Udało mu się znacznie ograniczyć działalność lewicowej partyzantki (Świetlisty Szlak i Ruch Rewolucyjny im. Tupaca Amaru), ale opozycja i kręgi międzynarodowe oskarżały go o autokratyzm i łamanie praw człowieka. System władzy, jaki ukształtował się w Peru w okresie sprawowania przezeń urzędu prezydenta, określany jest jako fujimorizm.
Wobec postawienia zarzutów korupcyjnych, 17 listopada 2000 Fujimori uciekł do Japonii, skąd przysłał faks ze swoją rezygnacją. Parlament odrzucił ją i formalnie zdjął prezydenta z urzędu 22 listopada. Od tamtej pory żył w ukryciu w Tokio, gdzie japońskie władze chroniły go jako obywatela tego kraju. Zbiegowi wydawało się, że z Chile będzie w stanie prowadzić kampanię wyborczą i wygrać przewidziane na kwiecień wybory prezydenckie w Peru. Wówczas, jako chroniona immunitetem głowa państwa, zamierzał triumfalnie wrócić do ojczyzny. Władze Chile uszanowały jednak międzynarodowy list gończy rozesłany za Fujimorim i osadziły go po przybyciu w areszcie. Peru natychmiast wystąpiło o jego ekstradycję i poparło wniosek wieloma tomami akt, dowodzącymi licznych zbrodni popełnionych przez prezydenta w czasie jego rządów.
21 września 2007 Sąd Najwyższy Chile wydał zgodę na ekstradycję byłego prezydenta do Peru w związku z oskarżeniami o pogwałcenie praw człowieka i korupcję w latach 1990–2000, kiedy ten był prezydentem. 7 kwietnia 2009 po trwającym 15 miesięcy procesie został skazany na 25 lat więzienia za kilkadziesiąt morderstw na opozycjonistach, jednak 24 grudnia 2017 został ułaskawiony decyzją prezydenta Pedro Pablo Kuczynskiego i przeniesiony z więzienia do szpitala. Prezydent Kuczynski uzasadnił swoją decyzję stanem zdrowia Fujimoriego, jednak wywołała ona liczne kontrowersje i masowe protesty, bowiem była ona ceną za poparcie Kenji Fujimoriego i 10 innych posłów jego partii w głosowaniu nad zdjęciem Kuczynskiego z urzędu.
W lutym 2018 roku rodziny ofiar dyktatury Fujimoriego zaskarżyły ułaskawienie do Sądu Najwyższego, który 3 października 2018 orzekł jego nieważność. Sąd wskazał, że ułaskawienie oparto na podstawie fałszywego orzeczenia lekarskiego o terminalnym stanie zdrowia, wydanym przez komisję złożoną częściowo z nieuprawnionych do tego lekarzy. Ponadto nie dotarło ono do komisji ds. ułaskawień, a co więcej przestępstwa popełnione przez Fujimoriego nie podlegały ułaskawieniu. Zaraz po ogłoszeniu wyroku Fujimori ponownie został przewieziony przez rodzinę do szpitala. Powrócił do więzienia 23 stycznia 2019, a jego ułaskawienie zostało formalnie unieważnione 13 lutego 2019.
Trybunał Konstytucyjny Peru w orzeczeniu z 17 marca 2022 przywrócił prezydencką decyzję o ułaskawieniu i 7 grudnia 2023 Fujimori został zwolniony z więzienia Barbadillo w Limie, następnie spotkał się ze swoimi dziećmi Keiko i Kenjim oraz tłumem zwolenników.
Zmarł w wieku 86 lat wskutek choroby nowotworowej w domu swojej córki Keiko w San Borja w Limie. Rząd peruwiański ogłosił trzydniową żałobę narodową. Państwowe uroczystości pogrzebowe odbyły się 14 września 2024 w Teatrze Narodowym w Limie. W pogrzebie wzięła udział urzędująca prezydent Dina Boluarte. Fujimori został pochowany na stołecznym cmentarzu Campo Fe w Huachipa.

## Życie prywatne
W 1974 roku ożenił się z Susanną Higuchi (1950–2021), również córką emigrantów z Japonii, para rozwiodła się w 1994 roku. Mieli czworo dzieci, w tym syna Kenjiego i córkę Keiko, kandydatkę w wyborach prezydenckich w 2011 i 2016 roku. W 2006 roku zawarł drugi związek małżeński z Satomi Kataoką.

## W kulturze
Rządy Fujimoriego zostały zobrazowane w głośnym filmie dokumentalnym Ellen Perry pt. Historia i upadek Alberta Fujimoriego. Również Beata Pawlikowska poświęciła mu jeden z rozdziałów swojej książki Blondynka śpiewa w Ukajali. Walkę z Fujimorim w kampanii prezydenckiej opisał w swojej książce Jak ryba w wodzie Mario Vargas Llosa.